# Cruzada Nacional de Alfabetización
La Cruzada Nacional de Alfabetización, cuyo nombre oficial fue Cruzada Nacional de Alfabetización "Héroes y Mártires por la Liberación de Nicaragua" (CNA), fue la acción impulsada por el gobierno revolucionario de Nicaragua con apoyo internacional que permitió reducir el índice de analfabetismo, superior al 50 %, hasta un escaso 13 %. Esta tarea obtuvo el reconocimiento de la Unesco en 1981.
La Campaña Nacional de Alfabetización en español terminó oficialmente el 23 de agosto de 1980; sin embargo, el 30 de septiembre comenzó la alfabetización en inglés criollo, miskito y sumu o sumo, con el objetivo de alfabetizar a más de 16 500 nicaragüenses en la Costa Caribe de Nicaragua (actuales regiones autónomas RACCN y RACCS). El primer territorio declarado «libre de analfabetismo» fue Nandasmo, en el departamento de Masaya. 

## Prioridad nacional
El Gobierno surgido del triunfo de la Revolución Sandinista el 19 de julio de 1979 en Nicaragua contempló como una prioridad urgente la erradicación del analfabetismo. En aquel momento, el índice de analfabetismo en el país era superior al 50 %, uno de los mayores del continente americano.
La Junta de Gobierno de Reconstrucción Nacional incluyó en su programa de Gobierno la erradicación del analfabetismo como una de las metas prioritarias de su plan de acción en el sector educativo. Dicho programa decía:

Se iniciará una Cruzada Nacional de Alfabetización que movilice todos los recursos del país para lograr la total erradicación del analfabetismo.

Además, el Estatuto fundamental sobre derechos y garantías de los nicaragüenses, promulgado el 21 de agosto de 1979, declaró de interés social la alfabetización y señaló que «es responsabilidad de todos los nicaragüenses». Estuvo inspirada en el mandato de unos de los fundadores del FSLN, Carlos Fonseca Amador, cuando dijo a quienes instruían en prácticas guerrilleras a campesinos del norte nicaragüense:

...y también enséñenles a leer.

La acción fue reconocida por la Organización de las Naciones Unidas para la Educación, la Ciencia y la Cultura (Unesco) con la concesión de la distinción Memorias de la Humanidad en el 2007. Anteriormente había recibido el reconocimiento de la Unesco en 1981 con el otorgamiento de la medalla Nadezhda Krúpskaya. A estos reconocimientos se unieron el Premio a la Post Alfabetización, el Premio al Proyecto de Alfabetización en Ciudad Sandino, el Premio al Proyecto de Alfabetización del Vicariato de Bluefields.

## La cruzada
El 23 de marzo de 1980, miles de personas de todo tipo y clase pero con el objetivo común de alfabetizar a aquellos que no sabían leer y escribir, partieron de Managua expandiéndose por todo el territorio de Nicaragua, llegando a los más recónditos lugares y ganándose los ánimos de todos aquellos que, por alguna u otra causa, se retraían de adquirir los conocimientos que le permitirían, como dice el título del disco que apoyó la campaña, «convertir la oscurana en claridad». Los motivos de las faltas de ánimo eran muy diversos, desde el miedo a lo desconocido o al «no ser capaces de aprender» hasta la creencia arraigada de que eso sólo era para «los señoritos».
La Cruzada Nacional de Alfabetización fue un gran movimiento de masas, participaron nicaragüenses de toda clase, a los que se sumaron miles de maestros mandados por Cuba y miles de cooperantes internacionales, se estima que fueron más de 60 000 los participantes.
En un año el índice de analfabetismo quedó reducido al 12 %.
En los barrios, aldeas y pueblos ondeaban las banderas que indicaban que aquel territorio estaba libre de analfabetismo.
La Revolución generó su propia pedagogía con su propio material didáctico y filosofía, razón por la cual posteriormente se creó una discusión sobre el contenido del material didáctico (folletos de lectura, manuales, textos, etc.) surgiendo acusaciones por parte de algunos sectores de «politizar» el aprendizaje del alfabetizado.[cita requerida]
Estas acusaciones son en cierta medida discutibles aún hoy en día. Si bien es cierto que gran parte del material contenía un fuerte contenido político-ideológico, lo cierto es que el alfabetizador no necesariamente era militante activo de él, o siquiera relacionado al gobierno sandinista (aunque en la mayoría de los casos quizá sí), por lo que la «persuasión» política a la que el alfabetizado pudo haber estado expuesto más allá de los libros de texto generalmente resultaba mínima.[cita requerida]
El alfabetizador se acercaba de igual a igual al alfabetizado, enseñaba y aprendía. Compartía las labores de la tierra y aprendía a sembrar y recolectar, mientras en el intercambio, enseñaba a leer y a escribir.

## El costo humano
El movimiento de masas que afianzaba, en la práctica, los valores revolucionarios en la «Nueva Nicaragua» no tardó en ser considerado como objetivo por las fuerzas contrarrevolucionarias y por quienes las organizaban y financiaban –la CIA y el Gobierno de Ronald Reagan. A las causas normales de muertes que el amplio movimiento de gentes llevó asociadas, los ataques de los contras a los brigadistas alfabetizadores produjeron nueve muertes, la primera de ellas el 18 de mayo de 1980 con el asesinato de Georgino Andrade, laico católico delegado de la palabra en San Francisco del Norte, y por diversos accidentes, de 50 brigadistas más. La Cruzada Nacional de Alfabetización de 2006, en justo reconocimiento a los miles de muertos por la liberación, llevó el nombre de «Héroes y Mártires por la Liberación de Nicaragua».

## Himno de la Campaña
Himno de la Cruzada Nacional de Alfabetización
(letra y música: Carlos Mejía Godoy).
Avancemos, brigadistas,
guerrilleros de la alfabetización,
tu machete es la cartilla
para liquidar de un tajo
la ignorancia y el error.
Avancemos, brigadistas,
muchos siglos de incultura caerán,
levantemos barricadas
de cuadernos y pizarras,
vamos a la insurrección cultural.
¡Puño en alto! ¡Libro abierto!
Todo el pueblo a la Cruzada Nacional.
Ganaremos el destino
de ser hijos de Sandino,
convirtiendo la oscurana en claridad.
Avancemos, brigadistas,
guerrilleros de la alfabetización,
tu machete es la cartilla
para aniquilar de un tajo
la ignorancia y el error.
Avancemos, brigadistas,
muchos siglos de incultura caerán,
levantemos barricadas
de cuadernos y pizarras
vamos a la insurrección cultural.

## Campaña de alfabetización «De Martí a Fidel»
En enero de 2007, inicio el segundo período de gobierno sandinista. En ese momento, según el censo INIDE 2005, habían 604 851 iletrados de 15 a 65 años de edad, a los que habría que descontar las 125 188 personas que se lograron alfabetizar en la Campaña «Yo sí puedo» ejecutada por la Asociación de Educación Popular Carlos Fonseca Amador (AEPCFA) con colaboración de Cuba y que tenía una cobertura limitada para 2006.
Se llevó a cabo una nueva Campaña Nacional de Alfabetización con el objetivo de reducir el índice de analfabetismo a menos del 5% entrando en los parámetros que establece la UNESCO, logrando una base educacional que permita a los ciudadanos el desarrollo como persona y contribuyendo el crecimiento económico y la reducción de la pobreza.
Se planteó una campaña con una duración de 3 años, de 2007 a 2009, en la cual se lograrán alfabetizar, usando el mismo método cubano «Yo sí puedo», a 604 851 ciudadanos, incluyendo a personas con problemas de movilidad y de visión. Dentro de la campaña se brindó especial atención a las comunidades indígenas de la Costa Caribe atendiendo sus raíces culturales y lingüísticas, alfabetizando en misquito, sumo o mayangna e inglés criollo o creole.
Junto a la alfabetización se pretendía desarrollar una serie de valores humanos como la incorporación, permanencia y desarrollo estratégico de la población femenina a los puntos de alfabetización, la salud preventiva, la educación sexual y reproductiva, la conservación y la preservación del medio ambiente, y la elevación de la producción. El 19 de mayo de 2007, en la ciudad de Niquinohomo se aprobó el Acuerdo Presidencial n.º 255-2007 que creó el Consejo Nacional de Alfabetización «De Martí a Fidel», así como los consejos departamentales y municipales.
El 15 de julio de 2009 se inició la verificación del resultado de la campaña: 546 encuestadores recorrieron el país verificando los avances realizados en la reducción del analfabetismo. Visitaron 27 municipios del país –que están divididos en 187 segmentos.– Cada segmento es asignado a un supervisor de alfabetización y un representante de la Comisión de Verificación de la Campaña Nacional de Alfabetización de Martí a Fidel. Se verificó que el analfabetismo se había reducido al 3,5 %, superando con creces la meta del 5 %. Juan Bautista Arríen, representante de la Unesco (Organización para la Educación la Ciencia y la Cultura) que encabezaba la Comisión de Verificación, manifestó:

Declarar «territorio libre de analfabetismo» a una nación es un hecho relevante para la Historia, porque es liberar al país de la ignorancia, abrirles puertas a los neolectores para una nueva vida llena de nuevas y buenas oportunidades.

## Premios
En 1981 la acción fue reconocida por la Unesco (Organización de las Naciones Unidas para la Educación, la Ciencia y la Cultura) con el otorgamiento de la medalla Nadezhda Krúpskaya. A estos reconocimientos se unieron los siguientes: 
- Premio a la PosAlfabetización,
- Premio al Proyecto de Alfabetización en Ciudad Sandino y el vicariato de Bluefields.[3]

En 2006, el éxito del programa «Yo sí puedo» en Nicaragua recibió el premio internacional Mestres 68 de la Universidad de Gerona (España). En 2007, la Unesco le concedió al programa nicaragüense la distinción Memorias de la Humanidad porque la CNA generó materiales y documentos muy diversos, que han sido reunidos y preservados por el Instituto de Historia de Nicaragua y Centroamérica (IHNCA), con especial atención a las cartas, entrevistas, testimonios directos, diarios, mapas, casetes y cartillas de ejercicios y libros de texto en español, inglés criollo, misquito y sumo (lenguas de las minorías étnicas de la Costa Caribe de Nicaragua).